# Бутырина (деревня)
Бутырина — деревня в Жигаловском районе Иркутской области России. Входит в состав Тимошинского сельского поселения. Находится на левом берегу реки Илга, примерно в 50 км к юго-западу от районного центра, посёлка Жигалово, на высоте 492 метров над уровнем моря.

## Население
| 2002 | 2010 | 2011 | 2012 |
| ---- | ---- | ---- | ---- |
| 56   | ↘33  | →33  | ↘29  |

По данным Всероссийской переписи, в 2010 году численность населения деревни составляла 33 человека (16 мужчин и 17 женщин).

## Улицы
Уличная сеть деревни состоит из 3 улиц и 2 переулков.